# Aeroporto de Ronneby
O Aeroporto de Ronneby (em sueco:  Ronneby flygplats e em inglês:  Ronneby Airport; código IATA: RNB, código ICAO: ESDF)  é um aeroporto regional e uma base aérea militar, na localidade de Kallinge, a 8 km da cidade de Ronneby, no sul da Suécia.